# Polistes bahamensis
Polistes bahamensis (лат.) — вид общественных ос рода Polistes из семейства Vespidae (Polistinae). Крупная оса (около 1,5 см) в основном коричневого цвета с жёлтыми и чёрными отметинами. Гнёзда из пережёванной бумажной массы с открытыми ячейками располагаются под карнизами крыш зданий, под пальмовыми листьями. Встречается на Багамских островах и на юго-востоке США (во Флориде, Луизиане и Джорджии).

## Описание
Крупные осы-полисты (около 1,5 см) коричневого цвета с жёлтыми и чёрными отметинами. Идентификация этого вида всегда была очень сложной. Когда американский натуралист Джозеф Бекуэрт (1886—1982) впервые исследовал первые три образца из Нового Орлеана около 1940 года, он сначала подумал, что это, возможно, P. crinitus или P. versicolor, завезенные из Антильских островов. Американский энтомолог Рой Снеллинг (1934—2008) исследовал ту же популяцию и классифицировал её как P. exclamans var. exclamans в 1955 году.
Он также был замечен как очень похожий на P. annularis, с которым он разделяет тонкий первый метасомальный сегмент. Его можно отличить от этого вида по жёлтому пятну на мезоплевре и почти всегда по жёлтой апикальной полосе на заднем (заднем) крае тергитов и более развитым жёлтым отметинам на мезосоме.
- Оса на растении
- Оса на гнезде
- Осы на стене

## Экология
Гнёзда из пережёванной бумажной массы с открытыми ячейками. Обычно регистрируется гнездование под карнизами крыш зданий, а иногда и под пальмовыми листьями. Гнездо подвешено на стебле, называемом петиолем или черешком.
По состоянию на 2017 год не зарегистрировано ни одного паразита из отряда Веерокрылых (Strepsiptera) для P. bahamensis.
Он довольно обычен в центре своего ареала, например, на острове Нью-Провиденс, особенно в городских районах, таких как столица Нассау. Как и у большинства видов, численность уменьшается на краях его распространения, будучи довольно редким на Большом Инагуа и Маягуане и «спорадическим» вдоль побережья залива Флориды.

## История изучения и таксономия
Polistes bahamensis был впервые описан в 1931 году американскими энтомологами Джозефом Чарльзом Бекуэртом и Джорджем Солтом как эндемичный новый вид с Багамских островов, состоящий из трёх разновидностей, основанных на географических и цветовых вариациях, P. bahamensis var. bahamensis, P. bahamensis var. bilineolatus и P. bahamensis var. picturatus. Номинальная разновидность bahamensis, как сообщалось в оригинальном описании, была эндемиком острова Андрос, вариация bilineolatus была обнаружена только на центральных островах Нью-Провиденс и Эльютера, а вариация picturatus была известна с островов Аклинс, Маягуана, Рам-Ки, Крукед-Айленд, Лонг-Айленд, Уотлингс-Айленд и Кэт-Айленд. В 1940 году Бекуэрт включил вид и его три разновидности в P. exclamans, а также описал ещё одну новую разновидность этого вида, P. exclamans var. louisianus, по трём самкам, пойманным в Новом Орлеане.
В 1955 году разновидность louisianus была синонимизирована с P. exclamans sensu stricto Роем Снеллингом, который заявил, что после изучения большого количества ос из двух гнёзд, обнаруженных в Новом Орлеане, подавляющее большинство отдельных ос были типичными номинативными формами exclamans, и только одна или две особи на гнездо демонстрировали цветовые узоры (уменьшенные жёлтые отметины), о которых сообщил Бекуэрт в 1940 году, и он также утверждал, что он собрал одну осу louisianus в очень большой колонии P. exclamans var. exclamans в Канзасе. Снеллинг также расширил распространение таксона за пределами Багамских островов, сообщив о наличии P. exclamans var. bahamensis в южной Флориде, заявив, что некоторые, но не все, из 21 осы, собранной в государственном парке Royal Palm, лесистой роще, которая теперь стала ядром природного территориального комплекса Эверглейдс, и близлежащей биологической станции Archbold (округ Хайлендс), несколько отличались по окраске от bahamensis, но что коллекция образцов в целом органично вписывалась в цветовую схему островных образцов. Снеллинг продолжал признавать разновидности P. exclamans bilineolatus и picturatus как эндемики Багамских островов.
Таксоны, обозначенный как разновидности Бекуэрта и Солта затем рассматривались как подвиды P. exclamans британским энтомологом Оуайном Ричардсом в 1978 году. Вид Polistes bahamensis включён в состав подрода Polistes (Aphanilopterus) и видовой группы P. exclamans.
Американский энтомолог Карл Кромбейн (1912—2005), по-видимому, был первым, кто связал разновидность louisianus с P. exclamans var. bahamensis в 1979 году, приписав синонимию Снеллингу. В 1983 году Снеллинг решил снова признать P. bahamensis действительным видом, и при этом синонимизировал подвиды bilineolatus и picturatus и «повторил» своё заключение относительно разновидности louisianus — хотя к 1983 году он заявлял, что синонимизировал её с bahamensis в 1955 году вместо P. exclamans var. exclamans. Признав образцы из Нового Орлеана как bahamensis в 1983 году, Снеллинг фактически расширил известное распространение этого таксона на сотни километров вдоль побережья Мексиканского залива. По состоянию на 2017 год Конс и Роуэн считают, что вся или, по крайней мере, часть популяции США должна быть выделена в отдельный вид, P. louisianus; — эти авторы полагают, что многие виды Polistes должны быть разделены на многочисленные симпатрические виды на основе небольших различий в окраске их тела.

## Распространение
Северная Америка: вид встречается на Багамских островах, во Флориде и Луизиане. Также известно, что он встречается в Джорджии.

### Багамы
Первые образцы были впервые собраны на острове Нью-Провиденс в 1909 году. Бекуэрт и Солт описали вид в 1931 году по образцам, собранным на островах Аклинс, Андрос, Кэт, Крукед, Эльютера, Лонг-Айленд, Маягуана, Нью-Провиденс, Рам-Ки и Уотлингс. Образцы были впервые собраны на Маягуане в 1996 году, а зарегистрированный ареал был расширен до Большого Инагуа в 2011 году, и теперь считается, что вид встречается на всех основных островах Багамских островов.

### США
Снеллинг впервые расширил ареал этого вида до южной Флориды, когда он идентифицировал группу образцов ос, собранных там с конца 1930-х годов, как принадлежащих к этому виду в статье 1955 года. Цветовая форма louisianus, описанная Бекуэртом в 1940 году, считавшаяся в то время синонимом номинантного таксона P. exclamans Снеллингом, изначально была известна только из Нового Орлеана, но Снеллинг также описал, что видел одну особь в гнезде P. exclamans в Канзасе. Таксон включён в Каталог перепончатокрылых 1979 года в Америке к северу от Мексики, который по какой-то причине не включает эндемичные разновидности, обнаруженные на Багамах, как обнаруженные в Америке к северу от Мексики, как подвид P. exclamans. В этой работе louisianus считается синонимом P. exclamans var. bahamensis, а распространение указано от «Луизианы до Флориды».
Снеллинг снова сообщил о наличии этого таксона в США в 1983 году, заявив, что его ареал включает Флориду, Джорджию и Луизиану. Фотография нескольких ос, строящих гнездо на побережье Северной Каролины в 2017 году, была идентифицирована как принадлежащая этому виду.